# Аноикса фтера
Аноикса фтера (грч.  — „Отворио сам своја крила”) је први мини албум грчког поп-фолк певача Сакиса Арсениуа, издат 2008. године за Хевен мјузик. На албуму се налази пет песама.

## Списак песама
| №  | Назив                                        | Трајање |  |
| 1. | Άνοιξα Φτερά - Отворио сам своја крила       |         |  |
| 2. | Έχεις Ευθύνη - Одговорна си                  |         |  |
| 3. | Τους Λυπάμαι - Жао ми их је                  |         |  |
| 4. | Να Με Παίρνεις Κάπου Κάπου - Одведи ме негде |         |  |
| 5. | Μην Την Πιστεύετε - Не веруј јој             |         |  |